# Neodexiopsis neomacrocera
Neodexiopsis neomacrocera är en tvåvingeart som beskrevs av John Otterbein Snyder 1957. Neodexiopsis neomacrocera ingår i släktet Neodexiopsis och familjen husflugor. Inga underarter finns listade i Catalogue of Life.